# سومرست (نیوجرسی)
سومرست (به انگلیسی: Somerset) یک منطقهٔ مسکونی در ایالات متحده آمریکا است که در Franklin Township واقع شده‌است. سومرست ۱۶٫۶۹۲ کیلومتر مربع مساحت و ۲۲٬۰۸۳ نفر جمعیت دارد و ۳۶ متر بالاتر از سطح دریا واقع شده‌است.